# Сахара (регија)
Сахара је регија која обухвата простор Сахарске плоче у Северној Африци, тачније пустињу Сахару. Обухвата територију јужно од уада Дра, Сахарског Атласа и Средоземног мора на северу, до 16-18° сгш на југу, затим од Атлантика на западу и Црвеног мора на истоку. Укупна површина је око 8,7 милиона километара квадратних.
Граница на југу није потпуно одређена већ је она највише климатска. Пустиња престаје у пределима где се јављају летње кише и вегетација добија савански карактер, то је приближно област Сахела. Ова регија подељена је између неколико држава, на северу: Мароко, Алжир, Тунис, Либија и Египат, а на југу: Западна Сахара, Мауританија, Мали, Нигер, Чад, Судан.
Због свог великог пространства, различитих климатских варијетета, орографских одлика, као и специфичних историјско-културолошких прилика, регија Сахаре подељена је у пет мањих целина: Западна Сахара на западу, Централна Сахара у средишту, Источна Сахара на истоку (Либијска пустиња), затим Средоземни приобални појас и Долина и делта Нила. На северозападу Сахара прелази у Атласку регију, а на југу у регију Судан.
Главне одлике ових простора су пустињска клима, мала насељеност, као и оскудица у води и вегетацији.